# Troy Nisbett
Troy Nisbett, född 6 januari 2009, är en simmare från Saint Kitts och Nevis.

## Karriär
Vid VM 2024 i Doha slutade Nisbett på 111:e plats på 50 meter frisim och på 106:e plats på 100 meter frisim.
Nisbett tävlade för Saint Kitts och Nevis vid olympiska sommarspelen 2024 i Paris, där han blev utslagen i försöksheatet på 50 meter frisim och slutade på totalt 69:e plats. Nisbett blev Saint Kitts och Nevis första olympiska simmare samt landets yngsta olympier genom tiderna som 15-åring.